# Витковский, Геннадий Петрович
Геннадий Петрович Витковский (3 мая 1958, Нальчик) — советский футболист, опорный полузащитник, футбольный тренер, заслуженный ветеран «Крыльев Советов».

## Карьера
Воспитанник ДЮСШ № 5 (Нальчик), первые тренеры Баталин и Чистохвалов. С 1976 по 1980 год играл за «Спартак» из Нальчика, провел 140 матчей в чемпионатах страны, в Кубке СССР 1979 года выходил на поле против московского ЦСКА. Хотел заработать квартиру и перешёл в горьковскую «Волгу» так как в Нальчике с квартирой обманули. В Горьком руководство города потеряло интерес к команде (с 1984 клуб перестал участвовать в первенстве СССР), и в 1982 году Витковский перешёл в куйбышевские «Крылья Советов», где стал одним из лидеров команды. За четыре сезона сыграл 92 матча в чемпионатах страны. В 1984 году вместе с Вячеславом Сидоровым перешёл в тольяттинское «Торпедо», но в 1986 вернулся в Куйбышев. В 1989—1990 играл в клубе «Заря», в 1994 работал на административной должности. После окончания карьеры игрока остался жить в Куйбышеве, работал футбольным тренером.